# Ronde van Frankrijk 2009/Zestiende etappe
De zestiende etappe van de Ronde van Frankrijk 2009 werd verreden op dinsdag 21 juli 2009 over een afstand van 159 kilometer tussen Martigny en Bourg-Saint-Maurice. Het peloton passeerde onderweg het Italiaanse bergdorp Introd, waar paus Benedictus XVI op dat moment vakantie hield. De paus stuurde ter gelegenheid hiervan zijn bijzondere groeten aan het peloton.

## Verloop
Stipt om 1 uur begon het peloton met Alberto Contador in het geel aan de tweede Alpenetappe. Onmiddellijk na de start kregen de renners de zware Col du Grand-Saint-Bernard voor de kiezen. Al snel ontstond er een kopgroep waaruit Franco Pellizotti demarreerde, de drager van de bergtrui kreeg Vladimir Karpets als enige mee. Op de top van de col pakte Pellizotti zijn punten, daarachter volgde de eerdere medevluchters op 1.15, het peloton mocht twee minuten later beginnen aan de afdaling.
In deze afdaling liep de achterstand op Karpets en Pellizotti op tot bijna vijf minuten, maar in de vallei wisten de achtervolgers het gat weer te verkleinen. De samenvoeging vond plaats toen het tweetal in de remmen kneep. Aan de voet van de volgende col, de Col du Petit-Saint-Bernard, hadden de achttien renners een voorsprong van ruim 4 minuten op het peloton. Tijdens de beklimming van de col werd dit peloton steeds kleiner, ook de teleurstellende Denis Mensjov moest lossen.
Andy Schleck had daarentegen wel een schitterende versnelling in huis. Zijn broer Fränk Schleck, Alberto Contador, Andreas Klöden, Vincenzo Nibali en Bradley Wiggins konden direct mee, Lance Armstrong kon even later aansluiten. Even leken ze een gat te slaan, in de afdaling konden echter veel renners weer aansluiten. In de kopgroep versnelde de Belg Jurgen Van den Broeck, voor veel renners was dit tempo niet bij te houden. Van de oorspronkelijke achttien renners waren er nog acht over, ook Laurens ten Dam moest lossen. De Belg wist maar niet van ophouden en demarreerde andermaals, dit keer wist hij weer vier renners van zich af te slaan. Franco Pellizotti, Amaël Moinard en Mikel Astarloza konden wel meekomen. In de afdaling vloog het viertal naar beneden, maar ze werden bedreigd door het andere kwartet: Pierrick Fédrigo, Sandy Casar, Nicolas Roche en Stéphane Goubert.
Op het moment dat het viertal aan leek te sluiten, rook Astarloza zijn kans en stoof weg. In de straten van Bourg-Saint-Maurice behield hij zijn voorsprong, al was het nipt. De demarrage van Andy Schleck zorgde niet voor veel verschuivingen in het algemeen klassement, al werden oud geletruidrager Rinaldo Nocentini, oud wittetruidrager Tony Martin, Maxime Monfort, Cadel Evans en de rabo-troef Denis Mensjov op grote achterstand gereden.

### Bergsprints
| Beklimming Col du Grand-Saint-Bernard na 40,5 km | Beklimming Col du Grand-Saint-Bernard na 40,5 km | Beklimming Col du Grand-Saint-Bernard na 40,5 km | HC cat. 24,4 km à 6,2 % | HC cat. 24,4 km à 6,2 % |
| Plaats                                           | Naam                                             | Naam                                             | Punten                  |                         |
| Winnaar                                          | Franco Pellizotti                                | Franco Pellizotti                                | 20                      |                         |
| 2                                                | Vladimir Karpets                                 | Vladimir Karpets                                 | 18                      |                         |
| 3                                                | Pierrick Fédrigo                                 | Pierrick Fédrigo                                 | 16                      |                         |
| 4                                                | Sandy Casar                                      | Sandy Casar                                      | 14                      |                         |
| 5                                                | Igor Antón                                       | Igor Antón                                       | 12                      |                         |
| 6                                                | Jens Voigt                                       | Jens Voigt                                       | 10                      |                         |
| 7                                                | Mikel Astarloza                                  | Mikel Astarloza                                  | 8                       |                         |
| 8                                                | Peter Velits                                     | Peter Velits                                     | 7                       |                         |
| 9                                                | Laurens ten Dam                                  | Laurens ten Dam                                  | 6                       |                         |
| 10                                               | Stéphane Goubert                                 | Stéphane Goubert                                 | 5                       |                         |

| Beklimming Col du Petit-Saint-Bernard na 128 km | Beklimming Col du Petit-Saint-Bernard na 128 km | Beklimming Col du Petit-Saint-Bernard na 128 km | 1e cat. 22,6 km à 5,1 % | 1e cat. 22,6 km à 5,1 % |
| Plaats                                          | Naam                                            | Naam                                            | Punten                  |                         |
| Winnaar                                         | Franco Pellizotti                               | Franco Pellizotti                               | 30                      |                         |
| 2                                               | Jurgen Van den Broeck                           | Jurgen Van den Broeck                           | 26                      |                         |
| 3                                               | Mikel Astarloza                                 | Mikel Astarloza                                 | 22                      |                         |
| 4                                               | Amaël Moinard                                   | Amaël Moinard                                   | 18                      |                         |
| 5                                               | Pierrick Fédrigo                                | Pierrick Fédrigo                                | 16                      |                         |
| 6                                               | Sandy Casar                                     | Sandy Casar                                     | 14                      |                         |
| 7                                               | Stéphane Goubert                                | Stéphane Goubert                                | 12                      |                         |
| 8                                               | José Ángel Gómez Marchante                      | José Ángel Gómez Marchante                      | 10                      |                         |

### Tussensprints
| Tussensprint Sarre (Valle d'Aosta) na 78,5 km |                   |        |
| Plaats                                        | Naam              | Punten |
| Winnaar                                       | Franco Pellizotti | 6      |
| 2                                             | Vladimir Karpets  | 4      |
| 3                                             | Gorka Verdugo     | 2      |

| Tussensprint Prè-Saint-Didier na 106 km |                 |        |
| Plaats                                  | Naam            | Punten |
| Winnaar                                 | Nicolas Roche   | 6      |
| 2                                       | Nicolas Vogondy | 4      |
| 3                                       | Gorka Verdugo   | 2      |

## Uitslag
| Rang | Renner                | Land      | Ploeg              | Tijd      |
| ---- | --------------------- | --------- | ------------------ | --------- |
| 1    | Mikel Astarloza       | Spanje    | Euskaltel-Euskadi  | 4u14'20"  |
| 2    | Sandy Casar           | Frankrijk | Française des Jeux | op 00'06" |
| 3    | Pierrick Fédrigo      | Frankrijk | Bouygues Telecom   | z.t.      |
| 4    | Nicolas Roche         | Ierland   | AG2R               | z.t.      |
| 5    | Jurgen Van den Broeck | België    | Silence-Lotto      | z.t.      |
| 6    | Amaël Moinard         | Frankrijk | Cofidis            | z.t.      |
| 7    | Franco Pellizotti     | Italië    | Liquigas           | op 00'11" |
| 8    | Stéphane Goubert      | Frankrijk | AG2R               | z.t.      |
| 9    | Christophe Moreau     | Frankrijk | Agritubel          | op 00'59" |
| 10   | Alberto Contador      | Spanje    | Astana             | z.t.      |

## Strijdlustigste renner
| Renner            | Land   | Ploeg    |
| ----------------- | ------ | -------- |
| Franco Pellizotti | Italië | Liquigas |

## Algemeen klassement
| Rang | Renner                | Land                | Ploeg              | Tijd      |
| ---- | --------------------- | ------------------- | ------------------ | --------- |
|      | Alberto Contador      | Spanje              | Astana             | 67u33'15" |
| 2    | Lance Armstrong       | Verenigde Staten    | Astana             | op 01'37" |
| 3    | Bradley Wiggins       | Verenigd Koninkrijk | Team Garmin        | op 01'46" |
| 4    | Andreas Klöden        | Duitsland           | Astana             | op 02'17" |
| 5    | Andy Schleck          | Luxemburg           | Team Saxo Bank     | op 02'26" |
| 6    | Vincenzo Nibali       | Italië              | Liquigas           | op 02'51" |
| 7    | Christophe Le Mével   | Frankrijk           | Française des Jeux | op 03'09" |
| 8    | Fränk Schleck         | Luxemburg           | Team Saxo Bank     | op 03'25" |
| 9    | Carlos Sastre         | Spanje              | Cervélo            | op 03'52" |
| 10   | Christian Vande Velde | Verenigde Staten    | Team Garmin        | op 03'59" |

## Nevenklassementen

### Puntenklassement
| Rang | Renner             | Land                | Ploeg            | Punten |
| ---- | ------------------ | ------------------- | ---------------- | ------ |
|      | Thor Hushovd       | Noorwegen           | Cervélo          | 218    |
| 2    | Mark Cavendish     | Verenigd Koninkrijk | Team Columbia    | 200    |
| 3    | José Joaquín Rojas | Spanje              | Caisse d'Epargne | 126    |

### Bergklassement
| Rang | Renner            | Land      | Ploeg             | Punten |
| ---- | ----------------- | --------- | ----------------- | ------ |
|      | Franco Pellizotti | Italië    | Liquigas          | 159    |
| 2    | Egoi Martínez     | Spanje    | Euskaltel-Euskadi | 101    |
| 3    | Pierrick Fédrigo  | Frankrijk | Bouygues          | 97     |

### Jongerenklassement
| Rang | Renner          | Land      | Ploeg          | Tijd      |
| ---- | --------------- | --------- | -------------- | --------- |
|      | Andy Schleck    | Luxemburg | Team Saxo Bank | 67u35'41" |
| 2    | Vincenzo Nibali | Italië    | Liquigas       | op 25"    |
| 3    | Roman Kreuziger | Tsjechië  | Liquigas       | op 02'14" |

### Ploegenklassement
| Rang | Ploeg  | Land             | Tijd       |
| ---- | ------ | ---------------- | ---------- |
|      | Astana | Kazachstan       | 201u08'46" |
| 2    | AG2R   | Frankrijk        | op 02'32"  |
| 3    | Garmin | Verenigde Staten | op 05'54"  |